# Ieti Taulealo
Ieti Taulealo, född 23 april 1986, är en fotbollsspelare från Amerikanska Samoa, som spelar i Amerikanska Samoas herrlandslag i fotboll. Trots att han är en anfallare har han aldrig gjort mål i landslaget - som är känt som det med den största förlusten någonsin i FIFA-sammanhang, med 31-0 mot Australien, samt den lägsta rankingen av alla FIFA-lag fram tills en seger mot Tonga 2011.